# Helvetets port
Helvetets port (japanska: 地獄門?, Jigokumon) är en japansk film från 1953 i regi av Teinosuke Kinugasa. Den vann två Oscars vid Oscarsgalan 1955.

## Rollista
- Kazuo Hasegawa - Moritoh Enda
- Machiko Kyō - Lady Kesa
- Isao Yamagata - Wataru Watanabe
- Yatarō Kurokawa - Shigemori
- Kōtarō Bandō - Rokuroh
- Jun Tazaki - Kogenta
- Koreya Senda - Gen Kiyomori
- Masao Shimizu - Nobuyori
- Tatsuya Ishiguro - Yachuta
- Kenjirō Uemura - Masanaka
- Gen Shimizu - Saburosuke
- Michiko Araki - Mano
- Yoshie Minami - Tone
- Kikue Mōri - Sawa
- Ryōsuke Kagawa - Yasutada

## Utmärkelser
| Utmärkelser                                                                    | Vinst | Nominerad |
| ------------------------------------------------------------------------------ | ----- | --------- |
| Oscar för bästa kostym och färg (Sanzo Wada)                                   | Ja    |           |
| Special-Oscar för bästa utländska film                                         | Ja    |           |
| BAFTA Award för bästa film                                                     |       | Ja        |
| Filmfestivalen i Cannes (Teinosuke Kinugasa)                                   | Ja    |           |
| Jussi Award för bästa utländska kvinnliga huvudroll (Machiko Kyō)              | Ja    |           |
| Stora priset vid Internationella filmfestivalen i Locarno (Teinosuke Kinugasa) | Ja    |           |
| New York Film Critics Circle Awards för bästa utländska film                   | Ja    |           |